# Steenpoort (Kortrijk)

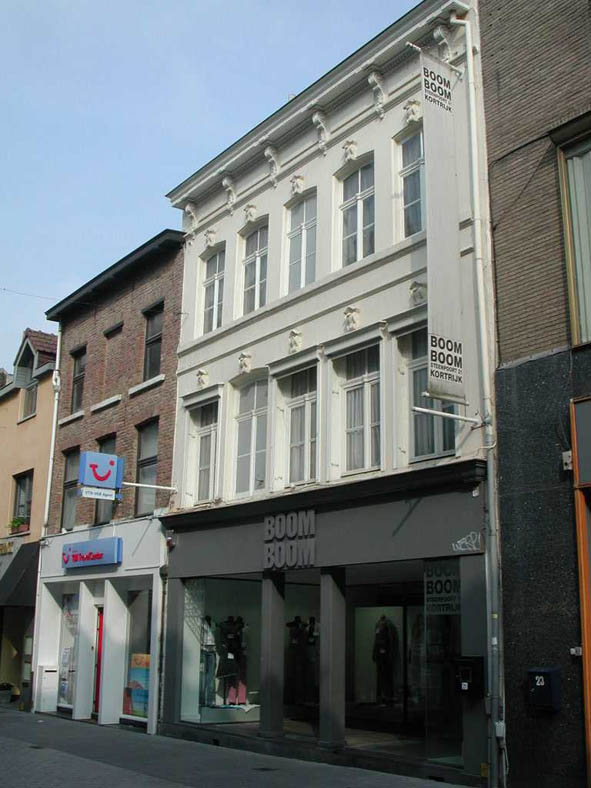
Steenpoort 21

Steenpoort is een winkelwandelstraat en voormalige stadspoort in de Belgische stad Kortrijk. De stadspoort werd vóór 1677 afgebroken, en had tot dan toe deel uitgemaakt van van de oostelijke stadsomwalling. Tegenwoordig loopt de straat van de Lange Steenstraat naar de Voorstraat. De straat wordt doorsneden door de Zipte, een overkluisde beek die uitmondt in de Leie. De straat maakte tot in de 19e eeuw deel uit van de Lange Steenstraat.
Het huidige straatbeeld wordt gedomineerd door 19de-eeuwse gevels. De meeste panden hebben naar verwachting echter een oudere kern. Een deel van de gebouwen betreft beschermd erfgoed.